# Aneta Havlíčková
Aneta Havlíčková, coniugata Kocmanová, (Mladá Boleslav, 3 luglio 1987), è una pallavolista ceca, opposto dell'Edremit Altınoluk.

## Carriera

### Club
Aneta Havlíčková inizia a livello giovanile nella formazione del Meteor Praha, proseguendo poi nel settore giovanile dell'Olymp Praha, club che la fa esordire in Extraliga nella stagione 2003-04 e col quale in cinque annate si aggiudica due scudetti e tre coppe nazionali. Nel campionato 2008-09 gioca per la prima volta all'estero, trasferendosi nei Paesi Bassi, nella squadra del Weert, in A-League.
Nella stagione 2009-10 viene ingaggiata dalla Robur Tiboni Urbino, nella serie A1 italiana, mentre nella stagione successiva viene acquistata dal Busto Arsizio, con la quale, nella stagione successiva, si aggiudica la Coppa Italia, la Coppa CEV 2011-12, dove viene premiata come MVP e lo scudetto. Nel campionato 2012-13 passa alla Lokomotiv Baku, nella Superliqa azera, mentre nel campionato seguente veste la maglia della squadra turca del Fenerbahçe, con cui vince la Coppa CEV. Per il campionato 2014-15 torna in Azerbaigian nuovamente con la Lokomotiv Baku, dove resta per due annate.
Nella stagione 2016-17 è in Italia per difendere i colori della Savino Del Bene, in Serie A1, mentre nella stagione seguente gioca nella Voleybol 1. Ligi turca col Türk Hava Yolları, con cui ottiene la promozione in Sultanlar Ligi, categoria dove milita con lo stesso club nel seguente biennio. Nel campionato 2020-21 rientra in patria, ancora con l'Olymp Praha, mentre nel campionato seguente indossa la casacca del Bolu, neopromosso nella massima divisione turca, che invece lascia nell'annata 2022-23, accasandosi all'Edremit Altınoluk, in Voleybol 1. Ligi.

### Nazionale
Durante l'estate del 2007 ottiene anche le prime convocazioni nella nazionale ceca, partecipando al campionato europeo. Successivamente vince l'oro all'European League 2012, premiata anche come miglior giocatrice del torneo.

## Palmarès

### Club
- Campionato ceco: 2

2004-05, 2007-08
- Campionato italiano: 1

2011-12
- Coppa della Repubblica Ceca: 3

2003-04, 2004-05, 2006-07
- Coppa Italia: 1

2011-12
- Coppa CEV: 2

2011-12, 2013-14

### Nazionale (competizioni minori)
- European League 2012

### Premi individuali
- 2012 - Coppa CEV: MVP
- 2012 - European League: MVP
- 2013 - Superliqa: Miglior realizzatrice
- 2015 - Superliqa: Miglior realizzatrice
- 2016 - Superliqa: Miglior realizzatrice